# Транспорт в Бурунди
Бурунди имеет крайне низкий уровень развития транспортной инфраструктуры. Железнодорожных путей нет. Протяжённость шоссейных и грунтовых дорог около 12,2 тыс.км, из них с твёрдым покрытием — более 1,2 тыс. км. Судоходство ведётся через оз. Танганьика преимущественно по линии Бужумбура-Кигома (Танзания) и Бужумбура-Мпулунгу (Замбия). В Бужумбуре имеется аэропорт международного класса. Действует национальная авиакомпания «Эйр Бурунди». Основной иностранной авиакомпанией является «Кения Эйрвейз».